# CP Regional

Automotoras da Renfe ao serviço da CP realizando serviço regional na Linha do Minho

A CP Regional (CPRG) é um serviço comercial Comboios de Portugal, E.P.E., dedicada aos serviços que articulam os diversos centros urbanos com as suas áreas de influência ou complementam o serviço de longo curso nas pequenas e médias distâncias. Existiu enquanto unidade de negócio dentro da CP depois do desmembramento da Unidade de Viagens Interurbanas e Regionais (UVIR) nas unidades de Longo Curso e Regional, que foram novamente unidas em 2011.
Os serviços de tipologia regional da CP apresentaram, em 2016, um índice de 9 260 comboios por quilómetro, com taxas de ocupação de 19,9% (10 647 milhões de passageiros), índice de regularidade de 99,4% e de pontualidade de 84,7%. Os seus proveitos são os menores (28 121 milhões de euros) do cômputo de serviços da CP.

## Caracterização
A oferta estrutura-se segundo níveis do tipo interurbano, ligando vários centros urbanos entre si e respectivas áreas de influência, ou segundo critérios de complementaridade aos serviços de Longo Curso. Os serviços de tipologia InterRegional permitem ligações em marcha acelerada entre os principais centros de dinâmica local e regional.

## Origem

### InterRegional

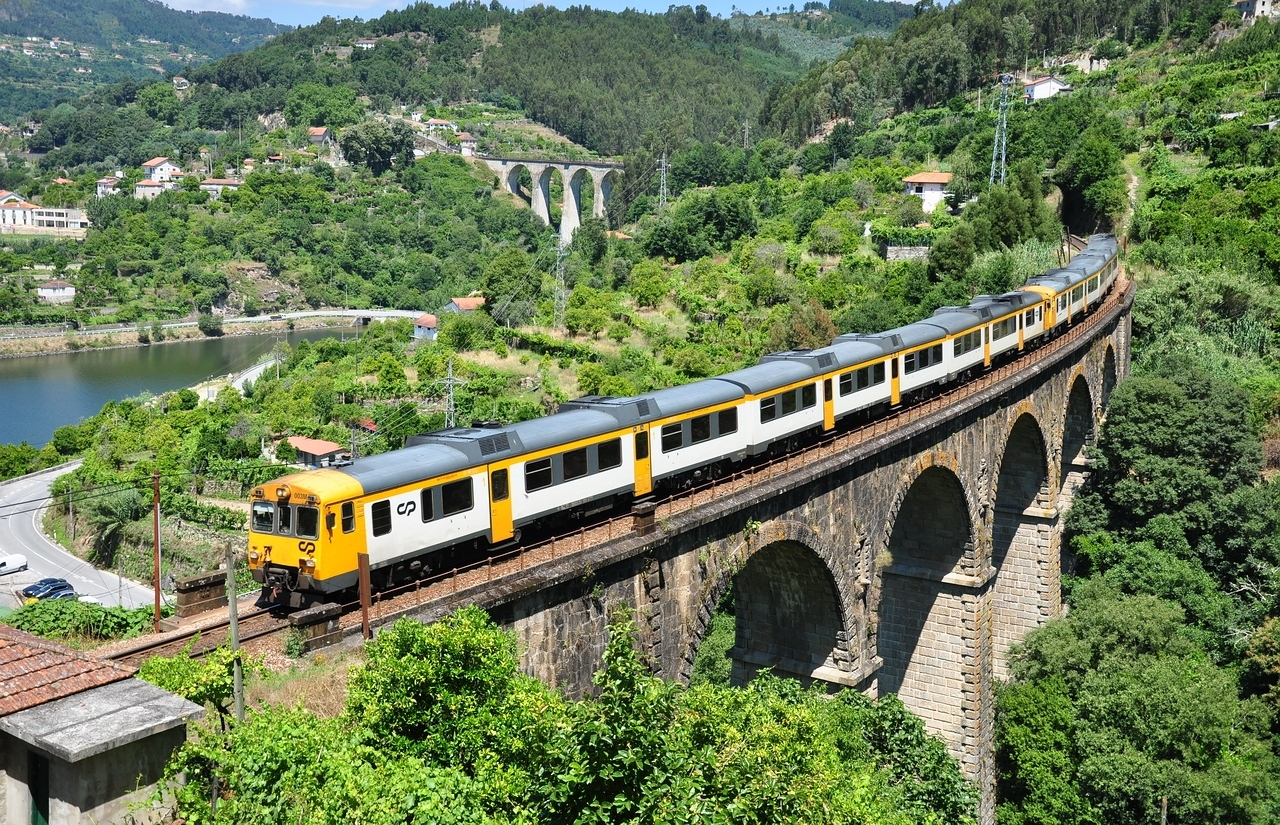
Inter-Regional na Linha do Douro

O conceito surgiu nos finais da década de 1980, na altura com o nome Inter-Regional, aplicado a muitos comboios anteriormente denominados “Directos” ou “Semi-Directos”. Desde aí e até ao ano de 2001, foi um produto com uma forte abrangência no país, altura em que muitas das ligações InterRegionais foram substituídas por comboios Intercidades ou Regionais. Foi uma alteração que se deveu ao aumento do poder de compra dos portugueses que, para as suas deslocações procuravam cada vez mais os comboios Intercidades em detrimento dos InterRegionais, especialmente devido ao menor tempo de viagem e a um maior conforto.
Em 1999 é iniciada a substituição desta oferta por novos serviços Intercidades, mais confortáveis e mais rápidos, na linha do Alentejo. Em 2001 essa abordagem passou para as linhas do Norte e da Beira Alta. Apesar do fim deste produto ter parecido estar próximo, o facto é que em 2005 a empresa decidiu analisar de fundo a sua oferta Regional e revitalizar o produto através de um novo logótipo e de novas ligações mais rápidas e mais acessíveis. O paradigma mudou porque a realidade assim o impôs: hoje o factor "preço baixo" que leva à escolha do comboio já não é o mais importante, mas sim a rapidez com que se chega ao destino aliada à facilidade com que sai do sítio, isto é, o número de comboios e sua distribuição ao longo do dia.

## Oferta comercial
A oferta estrutura-se segundo níveis do tipo interurbano, ligando vários centros urbanos entre si e respectivas áreas de influência, ou segundo critérios de complementaridade aos serviços de Longo Curso. Os serviços de tipologia InterRegional permitem ligações em marcha acelerada entre os principais centros de dinâmica local e regional.

### Zona Norte(Minho, Trás-os-Montes e Douro Litoral)
Nesta área geográfica, os grandes eixos operados pelo serviço Regional são o Minho e o Douro com base numa oferta relativamente frequente e de satisfação das necessidades pendulares quotidianas. Os horários encontram-se em complementaridade com o serviço InterRegional e de modo a estabelecer ligação ao serviço Urbano do Porto, permitindo assim aos seus clientes alcançar os destinos servidos pelos comboios Urbanos até à cidade do Porto.
Os principais serviços são:

#### Linha do Minho
- Porto - Viana do Castelo - Valença [R];
- Viana do Castelo - Nine [R];
- Viana do Castelo - Porto [R];
- Porto - Valença [IR];
- Figueira da Foz - Valença [IR];
- Porto - Vigo [Internacional Celta].

##### Linha do Douro
- Porto - Régua [R | IR];
- Porto - Régua - Pocinho [IR];
- Marco de Canaveses - Régua [R];
- Régua - Pocinho [R];

### Zona Centro(Beiras, Estremadura, Ribatejo e Alto Alentejo)

#### Linha do Norte
- Lisboa Sta Apolónia - Entroncamento - Tomar [R | IR] (também no Ramal de Tomar);
- Lisboa Sta Apolónia - Entroncamento - Castelo Branco [R] (também na Linha da Beira Baixa);
- Entroncamento - Coimbra [R];
- Coimbra - Aveiro [R];
- Entroncamento - Porto [R | IR] (apenas neste sentido);
- Porto Campanhã - Coimbra-B [R | IR];
- Porto Campanhã - Lisboa Santa Apolónia [R | IR] (apenas neste sentido);
- Guarda - Lisboa Santa Apolónia [R] (apenas neste sentido; também na Linha da Beira Alta);
- Coimbra - Guarda [R] (também na Linha da Beira Alta).

##### Linha da Beira Alta
- Coimbra - Guarda [R] (também na Linha do Norte);
- Guarda - Vilar Formoso [R];
- Guarda - Lisboa Santa Apolónia [R] (apenas neste sentido; também na Linha do Norte).

##### Linha da Beira Baixa
- Lisboa - Entroncamento - Castelo Branco [R] (também na Linha do Norte);
- Entroncamento - Castelo Branco [R];
- Castelo Branco - Covilhã [R];
- Covilhã - Guarda [R];
- Entroncamento - Abrantes [R];
- Entroncamento - Badajoz - Entroncamento [R] (também na Linha do Leste)

##### Linha do Oeste
- Lisboa Sta Apolónia - Caldas da Rainha [R | IR] (também na Concordância de Xabregas e nas Linhas de Cintura e de Sintra);
- Meleças - Torres Vedras [R];
- Meleças - Caldas da Rainha [R];
- Torres Vedras - Caldas da Rainha [R];
- Caldas da Rainha - Leiria [R];
- Caldas da Rainha - Figueira da Foz [R];
- Caldas da Rainha - Coimbra-B [IR] (também no Ramal de Alfarelos e Linha do Norte).

##### Linha do Leste
- Entroncamento - Badajoz - Entroncamento [R] (também na Linha da Beira Baixa).

Serviço originalmente reposto entre Entroncamento e Portalegre (1 comboio em cada sentido à Sexta e ao Domingo). Desde 29 de Agosto de 2017 o serviço passa a ser diário e é estendido a Badajoz.

##### Linha do Vouga
- Espinho - Oliveira de Azeméis [R];
- Aveiro - Águeda - Sernada do Vouga [R].

A Linha do Vouga encontra-se sem circulação entre Oliveira de Azeméis e Sernada do Vouga.

### Zona Sul (AlentejoeAlgarve)
Linha do Alentejo
- Beja - Vila Nova da Baronia [R].

##### Linha do Algarve
- Faro - Lagos [R];
- Faro - Vila Real de Santo António [R].

## Frota
- Frota atual[quando?]

Frota atual
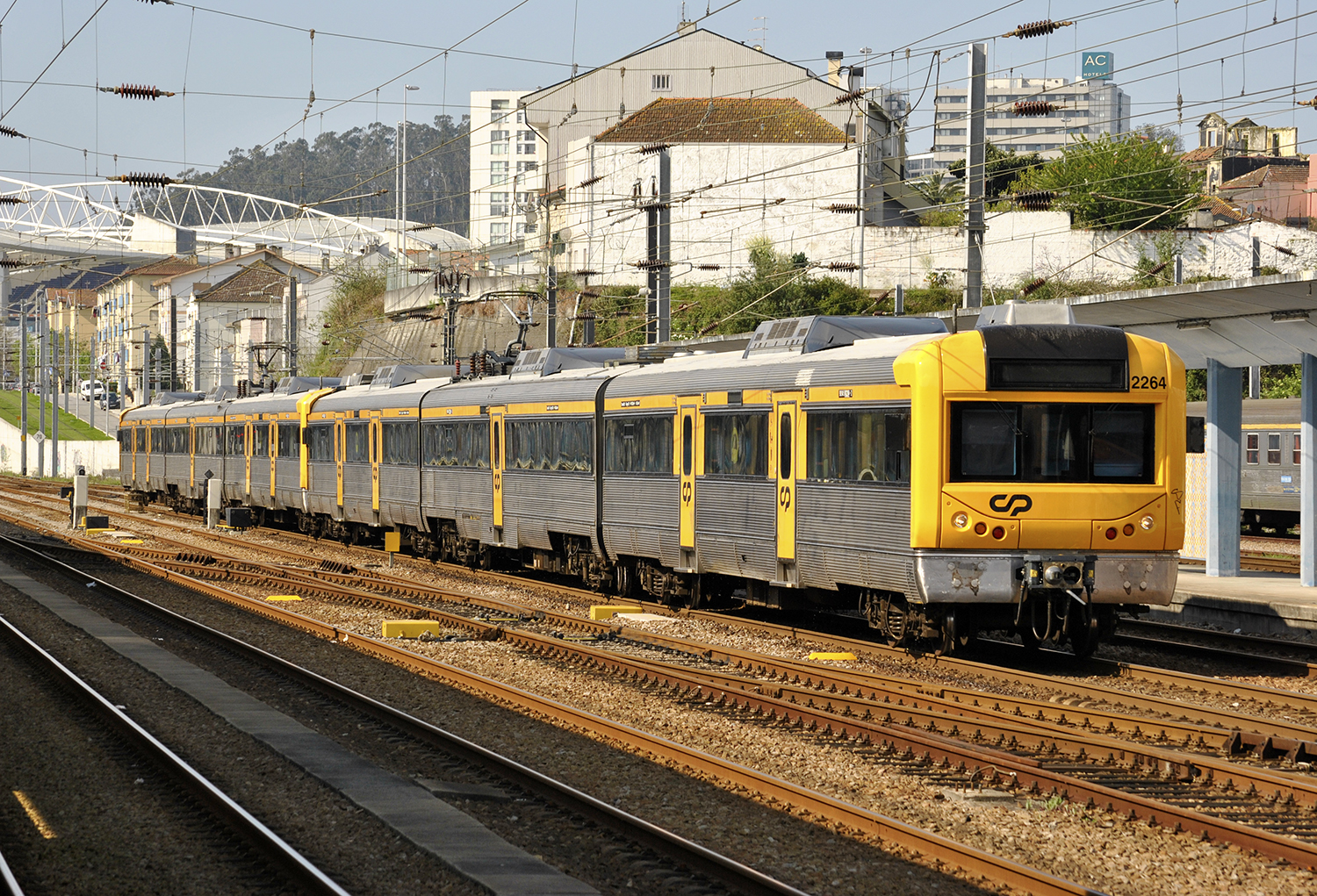
CP 2240 Região Norte, Região Centro, Linha do Norte
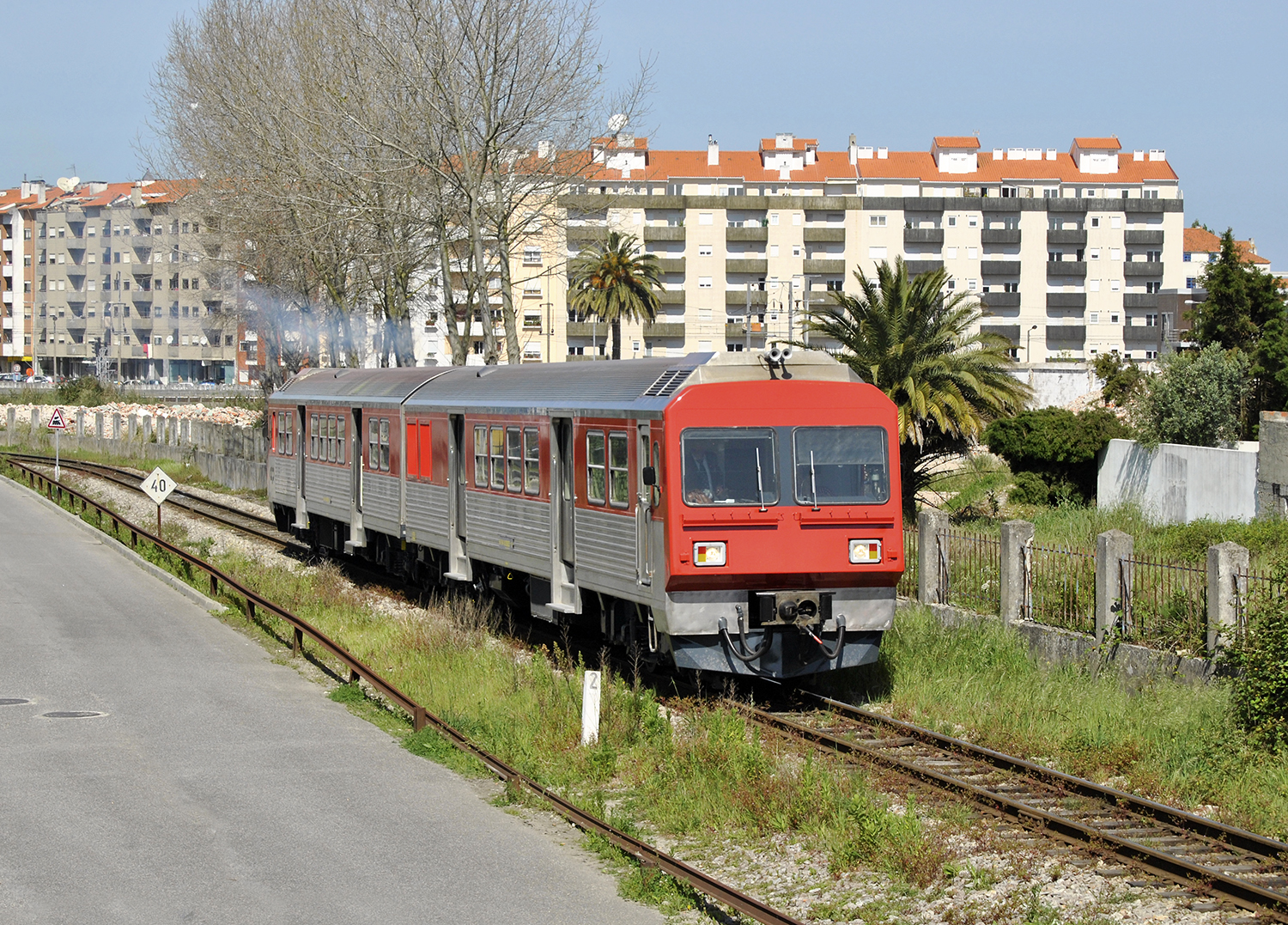
CP 9630 Linha do Vouga
CP 0350 Linha do Leste
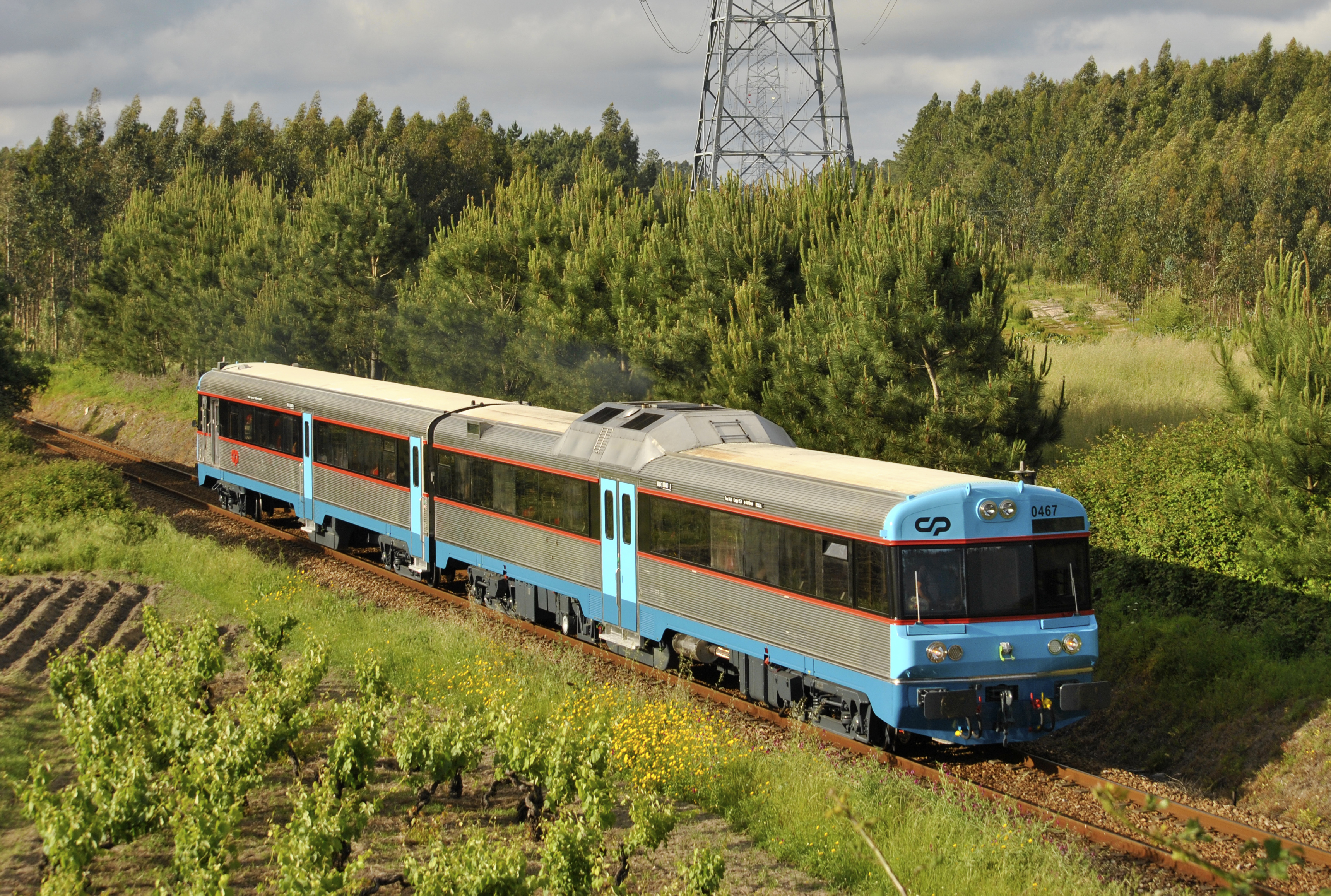
CP 0450 Linha do Oeste, Linha do Alentejo, Linha do Algarve
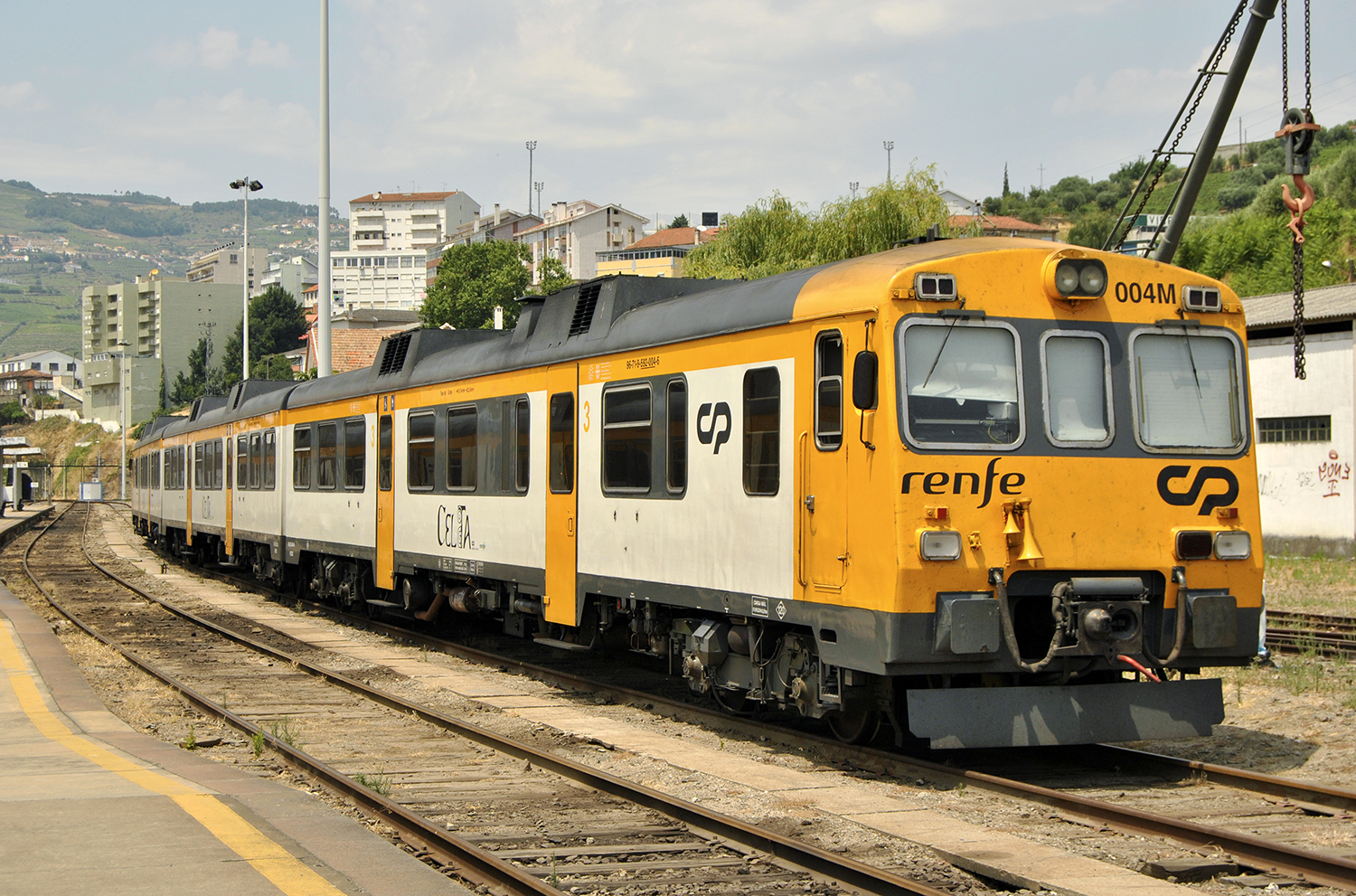
CP 592 Região Norte, Linha do Oeste

- Série 2000/20/50/80 da Sorefame (desmanteladas e/ou vendidas à Argentina);
- Série 2100 da Sorefame (remodelada para Série 2240);
- Série 2150 da Sorefame (remodelada para Série 2240);
- Série 2200 da Sorefame (remodelada para Série 2240);
- Série 0600/0650 da Sorefame (desmanteladas);
- Série 0100 em várias linhas do Centro e Sul do País (desmanteladas e/ou vendidas à Argentina);
- Série 0300 em várias linhas do Centro do País (remodelada para Série 0350);
- Série 0400 na Linha do Minho (remodelada para Série 0450).

## Procura
|                             | 2005 | 2006 | 2007 | 2008 | 2009 | 2010 | 2011 | 2012 | 2013 | 2014 | 2015 | 2016 | 2017 | 2018 | 2019 |
| --------------------------- | ---- | ---- | ---- | ---- | ---- | ---- | ---- | ---- | ---- | ---- | ---- | ---- | ---- | ---- | ---- |
| N° de passageiros (milhões) | 13   | 13,6 | 13,8 | 13,8 | 13,2 | 12,8 | 11,8 | 10,3 | 10,3 | 10,5 | 10,6 | 10,6 | 11   | 10,6 | 11,2 |

## Leitura recomendada
- Portugal Ida e Volta: Por Terras e Sabores, a Bordo do Comboio Regional. Col: Guias de lazer Lifecooler. [S.l.]: Comboios de Portugal e Lifecooler. 2011. 223 páginas. ISBN 9789898186164